# Dipartimento di Trenel
Trenel è un dipartimento argentino, situato nella parte nord della provincia di La Pampa, con capoluogo Trenel.
Esso confina a nord con il dipartimento di Realicó, ad est con quello di Maracó, a sud con il dipartimento di Conhelo; e ad ovest con quello di Rancul.
Secondo il censimento del 2001, su un territorio di 1.955 km², la popolazione ammontava a 5.324 abitanti, con una diminuzione demografica del 2,67% rispetto al censimento del 1991.
Il dipartimento comprende per intero i comuni di Arata e Trenel; parte del comune di Metileo (inclusa la città sede municipale); e parte dei comuni di Alta Italia, Caleufú, Eduardo Castex, Embajador Martini, Ingeniero Luiggi, Monte Nievas e Vértiz, le cui sedi municipali però si trovano in un altro dipartimento. Inoltre il dipartimento comprende anche la comisión de fomento di Speluzzi, la cui sede principale però è in un altro dipartimento.